# ナンヨウコクイナ
ナンヨウコクイナ (Zapornia monasa) は、鳥綱ツル目クイナ科Zapornia属に分類される鳥類。絶滅種。別名ナンヨウヒメクイナ。

## 分布
ミクロネシア連邦（クサイ島）に分布していた。

## 形態
全身は青灰色の光沢がある黒色で、尾羽基部の下面を被う羽毛（下尾筒）に白い斑紋が入る。
嘴の色彩は黒い。虹彩や後肢の色彩は、赤い。

## 人間との関係
記載者によって1827 - 1828年に、2羽の標本が採取されたのみ。1830年代と1840年代に宣教師や捕鯨船の到来によって、ネズミ類が移入されたことで絶滅したと考えられている。